# Ставрева къща
Ставревата къща (на гръцки: Οικία Σταύρου) е къща в град Лерин, Гърция.

## Местоположение
Къщата е разположена на улица „Тагматархис Фуледакис“ № 17.

## История
Построена е в междувоенния период и е собственост на Йоанис Ставрос.
В 2006 година къщата заедно с разположената до нея на № 15 едноетажна магаза са обявени за паметници на културата.

## Архитектура
Сградата е на два етажа с еклектична архитектура.
В 2006 година къщата заедно с разположената до нея на № 15 едноетажна магаза са обявени за паметници на културата.